# Václav Jiřina
Václav Jiřina (26. května 1886, Vinoř – 26. května 1946, Praha) byl český redaktor a překladatel.

## Život
Narodil se ve Vinoři, v rodině ředitele místního cukrovaru Václava Jiřiny a jeho manželky Kateřiny, rozené Novákové.
Po studiu na Malostranském gymnáziu (maturita 1905) v Praze vystudoval Právnickou fakultu Univerzity Karlovy (JUDr. 1911). Krátce působil jako soudní tlumočník italštiny a španělštiny, ale věnoval se zejména překládání z italštiny, španělštiny a francouzštiny a soustředil se na moderní prózu a drama.
Dne 31. března 1913 se v Praze oženil s Hedwigou Beckovou dcerou vídeňského obchodníka. Manželství bylo roku 1919 rozvedeno od stolu a lože, 1920 prohlášeno za rozloučené. V prosinci 1922 se Václav Jiřina znovu oženil, s Májou Staňkovou (1902–1945).
Zemřel v Praze, byl pohřben na Vinohradském hřbitově.

## Dílo
Kromě překladatelství pracoval též jako redaktor v několika periodikách: Květy, týdeník 28. říjen a deníky Národní osvobození, Národní politika a Lidová demokracie. V Národní politice vedl rubriku fejetonů, na které spolupracoval s generačně i odborně širokým okruhem autorů. Věnoval se také divadelní publicistice. V roce 1927 se stal generálním zástupcem Společnosti italských autorů dramatických (SIAE – Società Italiana del Teatro Drammatico) pro ČSR a v roce 1930 byl za své úsilí a zásluhy v oblasti propagaci italské kultury vyznamenán řádem italské koruny.
Jiřinův překladatelský zájem, zaměřený na moderní prózu a především drama, se soustředil zejména na italskou (modernisté) a španělskou literaturu (tzv. generace 98 – M. de Unamuno, R. del Valle-Inclán; či zase Ramóna Gómeze de la Sernu), okrajově překládal také z francouzštiny. Nejvíce se však věnoval překládání románů a divadelních her italského dramatika Luigiho Pirandella, oceněného Nobelovou cenou, a zasloužil se tak o hojné uvádění jeho dramat na českých scénách (1922–1940). Překládal i Pirandellovy současníky Massima Bontempelliho a ideového tvůrce futurismu Filippa Tommasa Marinettiho.

### Překlady
- Crevalcore: román – Neera. Praha: František Šimáček, 1908
- Dub a květinka – Edmondo De Amicis. Praha: Alois Hynek, 1910
- Podoba – Paul Bourget; in: 1000 nejkrásnějších novel... č. 37. Praha: J. R. Vilímek, 1912
- Ilka – Alexandre Dumas; in: 1000 nejkrásnějších novel... č. 54. Praha: J. R. Vilímek, 1913
- Sen jarního jitra; Sen podzimního večera: dvě básně dramatické – Gabriele d’Annunzio.  Praha: Jan Otto, 1914
- Srdce – Edmondo de Amicis. Praha: A. Hynek, 1917
- Ó loutky, jaká vášeň!: veselohra o 3 dějstvích s preludiem – Pier Luigi Rosa di San Secondo. Praha: Evžen K. Rosendorf, 1924
- Každý má svoji pravdu: komedie o 3 dějstvích – Luigi Pirandello. Praha: E. Rosendorf, 1925
- Jindřich IV.: tragedie o třech dějstvích – Luigi Pirandello. Praha: E. Rosendorf, 1926
- Naše – Dea: komedie o čtyřech dějstvích – Massimo Bontempelli. 1927
- Bílá a černá vdova: román – Ramón Gómez de la Serna. Praha: Rudolf Škeřík, 1927
- Nevinný – Gabriele d´Annunzio. Praha: Přítel knihy, 1928
- Abel Sánchez: příběh vášně – Miguel de Unamuno. Praha: Aventinum, 1928
- Člověk, zvíře a ctnost: novely – Luigi Pirandello. Praha: Přítel knihy, 1929
- Přítelkyně vdaných žen: hra o třech dějstvích – Luigi Pirandello. Praha: Kvasnička a Hampl, 1929
- Natáčí se!: zápisky Serafina Gubbia, filmového operatéra: román – Luigi Pirandello. Praha: Družstevní práce, 1930
- Zavržená – Luigi Pirandello. Praha: Melantrich, 1930
- Torero Caracho: torerský román – Ramón Gómez de la Serna; přeložili R. J. Slabý a V. Jiřina. Praha: Aventinum, 1931
- Naše malá paní (ženuška): žert o třech dějstvích – Avery Hopwood; přeložili: V. Jiřina a Jiřina Zedwitzová. 1931
- Stín: hra o 3 dějstvích – Dario Niccodemi. 1931
- Bič boží: román – Alessandro de Stefani. Praha: Národní politika, 1936
- Z mého života: paměti – Fedor Ivanovič Šaljapin. Národní správa nakladatelství Jindř. Pfeifer, Rumburk. 1946. Věnováno příteli Františkovu B.-Dohalskému[7]

### Jiné
- 1916: sborník: Čeští spisovatelé vdovám a sirotkům našich vojínů – redigoval a vydal. Praha: v. n., 1916